# Orta Nova
Orta Nova város (közigazgatásilag comune) Olaszország Puglia régiójában, Foggia megyében.

## Fekvése
A Tavoliere delle Puglie települése, Foggiától délkeletre.

## Története
Orta Nova első említése 1142-ből származik. Valószínűleg ebben az időszakban épült fel vára is, amelyet a későbbiekben, a 13. században kibővítettek. A következő századokban a Caracciolo és Cerignola nemesi családok birtoka volt, majd 1611-ben a jezsuiták szerezték meg. 1767-ben a jezsuiták elűzése után a király fennhatósága alá került. Önállóságát 1806-ban nyerte el amikor a Nápolyi Királyságban felszámolták a feudalizmust. 

## Népessége
A lakosság számának alakulása:

## Főbb látnivalói
- Castello - az egykori erőd romjai